# Xylophanes pizarro
Xylophanes pizarro är en fjärilsart som beskrevs av Bruno Gehlen 1928. Xylophanes pizarro ingår i släktet Xylophanes och familjen svärmare. Inga underarter finns listade i Catalogue of Life.